# Penlyne Castle
Penlyne Castle ist eine Landstadt im östlichen Landesinneren von Jamaika. Die Stadt befindet sich im County Surrey im Parish Saint Thomas. Im Jahr 2010 hatte der Ort eine Einwohnerzahl von 3000 Menschen. Penlyne Castle ist die am höchsten liegende Siedlung Jamaikas. Der Ort ist eigenständig, bildet aber zusammen mit den Dörfern Hagley Gap und Epping Farm eine Gemeinde.

## Geografie
Penlyne Castle befindet sich in den Blue Mountains, in einer Höhe von durchschnittlich 1200 Meter über dem Meeresspiegel. Die Siedlung besteht aus zwei zusammenhängenden Ortsteilen, wovon einer sich auf einem schmalen Bergkamm befindet. Dieser Teil der Stadt ist nur auf einem einzelnen Weg zu erreichen. Die beiden Ortsteile sind ungefähr 500 Meter voneinander entfernt. Wobei die Ausläufer des niederen Teils auf bis zu 890 Meter fallen. Die nächstgelegene Ortschaft ist Hagley Gap, welches sich in einer durchschnittlichen Höhe von 630 Meter befindet. Der Ort bildet die einzige Verbindung zu Penlyne Castle. Die Hauptstadt Kingston ist zwar nur 10 Kilometer Luftlinie entfernt, jedoch führt kein direkter Weg dorthin.

## Kultur und Umwelt

### Sehenswürdigkeiten
Penlyne Castle ist die einzige Verbindung zum Blue Mountain Peak, dem höchsten Punkt Jamaikas, der sich ungefähr 12 Kilometer Wanderweg entfernt befindet. Die Siedlung bildet ein Basislager für Wanderer. Im Ort befinden sich mehrere Hotels.

### Schulen
In Penlyne Castel gibt es zwei Grundschulen und eine Gesamtschule.

### Kirchen
Es gibt eine Kirche der Baptisten und der Church of God. Außerdem gibt es eine große Gemeinde der Bobo Ashanti, ein House der Rastafari.

## Wirtschaft
Penlyne Castle ist eine landwirtschaftliche Gemeinschaft, die meisten der Bewohner sind Selbstversorger. Bekannt ist der Ort für den Anbau von Kaffee, vor allem von der Sorte Jamaica Blue Mountain, Weihnachtsbäumen, Lauch, Pfirsiche und Thymian.